# Kurt Seiffert
Armin Kurt Seiffert (født 21. december 1935 i Detroit, Michigan) er en amerikansk tidligere roer, og olympisk guldvinder.

## Rokarriere
Seiffert var styrmand for bådene fra Stanford University 1955-1957, og deltog i den amerikanske toer med styrmand sammen med roerne Conn Findlay (Berkeley) og Arthur Ayrault (Stanford) i OL 1956 i Melbourne. Amerikanerne var hurtigst i indledende heat, men blev i semifinalen besejret af de tyske favoritter. Amerikanerne kom dog i finalen som toere, og i finalen var det Polen og Sovjetunionen, der lagde stærkest ud. Efterhånden kom tyskerne og amerikanerne op og gik forbi de to østeuropæiske både, og i mål vandt amerikanerne klart guld, mens tyskerne fik sølv, og den sovjetiske båd holdt akkurat polakkerne bag sig og fik bronze.
Fra 1957 tog Seiffert orlov nogle år og koncentrerede sig om roningen for Lake Washington Rowing Club. Ved OL 1960 i Rom var han styrmand for den amerikanske firer med styrmand, der blev elimineret i semifinalen.

## Videre karriere
Efter OL 1960 vendte Seiffert tilbage til universitetet og tog en kandidatgrad i 1964. Fra 1968 og frem arbejdede han som neurolog.

## OL-medaljer
- 1956:  Guld i toer med styrmand